# Палмери-Феранте
Палмери-Феранте је насеље у Италији у округу Сиракуза, региону Сицилија.
Према процени из 2011. у насељу је живело 71 становника. Насеље се налази на надморској висини од 41 м.